# Torsås (Gemeinde)
Koordinaten: 56° 25′ N, 16° 0′ O

Torsås ist eine Gemeinde (schwedisch kommun) in der schwedischen Provinz Kalmar län und der historischen Provinz Småland. Der Hauptort der Gemeinde ist Torsås.

## Geschichte

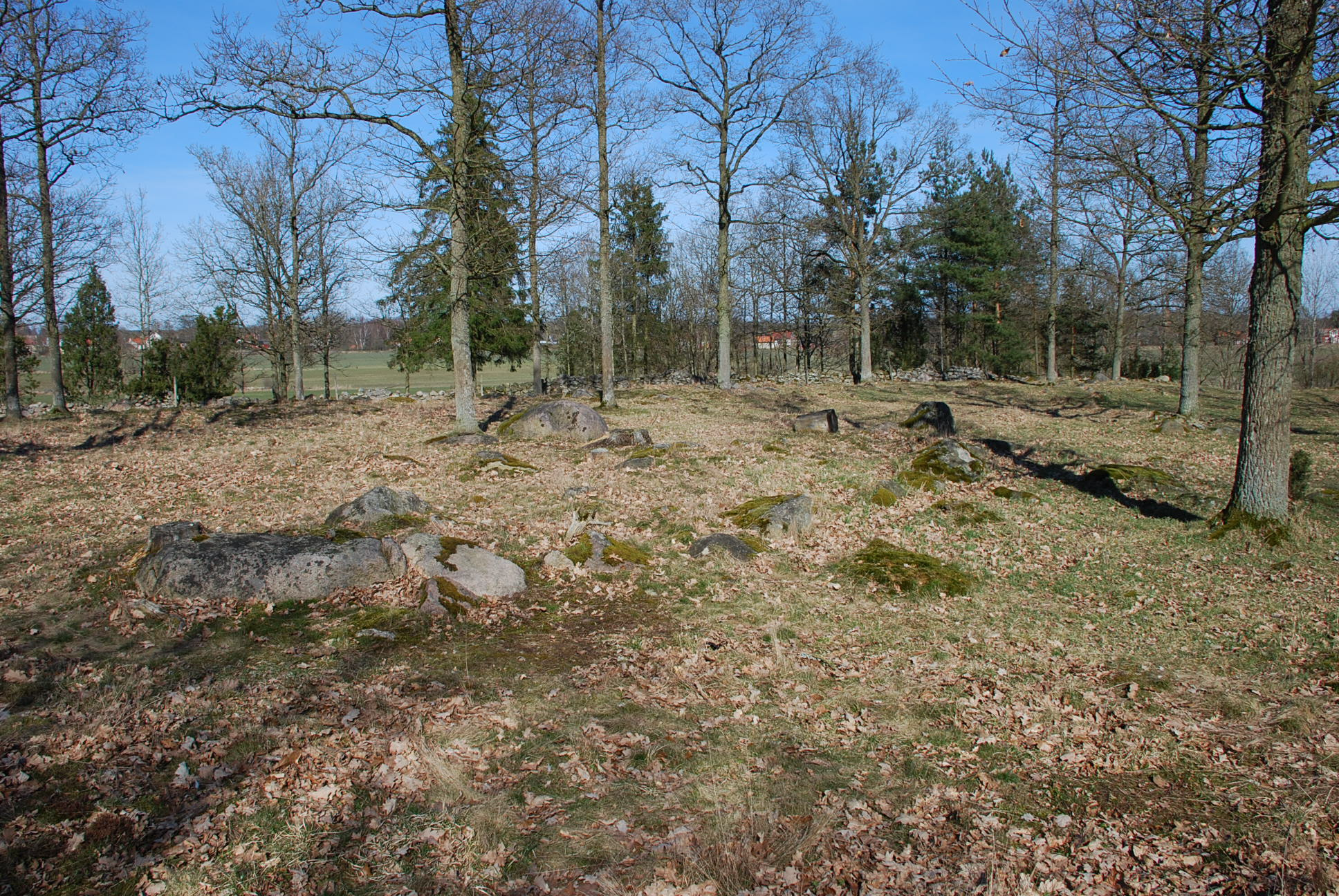
Gräberfeld Söderåkra - Schiffssetzung

Das Gräberfeld Söderåkra (RAÄ-Nr: Söderåkra 48:1) liegt bei Torsås. Auf dem Gräberfeld befinden sich etwa 25 verschiedene Anlagen, bestehend aus einigen Bautasteinen, einer Schiffssetzung und Steinsetzungen.
Durch die Gemeinde verlief im 14. und 15. Jahrhundert die Grenze zwischen Schweden und Dänemark.

## Wappen
Das Wappen der Gemeinde stellt den Hammer des nordischen Gottes Thor dar.

## Orte
Folgende Orte sind Ortschaften (tätorter):
- Bergkvara
- Söderåkra
- Torsås